# 穆斯克龙
穆斯克龙（法語：Mouscron，發音：[mukʁɔ̃] ⓘ，發音：[muˈskrun] ⓘ）是比利时瓦隆大区埃諾省的一座语言便利城市，北与弗拉芒大區西佛兰德省接壤，西与法国接壤，面积40.08平方千米，人口58,234人（2018年1月1日）。穆斯克龙是比利时法语社群的一部分，当地居民多数使用法语，少数使用荷蘭語，市政部门为使用荷兰语的少数人士提供荷兰语服务。

## 友好城市
- 法國 图尔宽
- 法國 列萬
- 法國 费康
- 德国 莱茵费尔登
- 英国 巴里